# Strength in Numbers (The Haunted)
Strength in Numbers è il nono album in studio del gruppo musicale thrash metal svedese The Haunted, pubblicato nel 2017.

## Tracce
1. Fill the Darkness with Black – 1:24
2. Brute Force – 2:48
3. Spark – 4:21
4. Preachers of Death – 4:55
5. Strength in Numbers – 4:38
6. Tighten the Noose – 3:00
7. This Is the End – 3:29
8. The Fall – 4:32
9. Means to an End – 4:25
10. Monuments – 4:28
11. Illusions (Bonus track dell'edizione digipack) – 3:33
12. Sinister (Bonus track dell'edizione digipack) – 4:05
13. Shackles (Bonus track dell'edizione giapponese) – 4:12

## Formazione
- Marco Aro - voce
- Jonas Björler - basso
- Adrian Erlandsson - batteria
- Patrik Jensen - chitarra
- Ola Englund - chitarra